# Mariä-Entschlafens-Kathedrale (Wolodymyr)

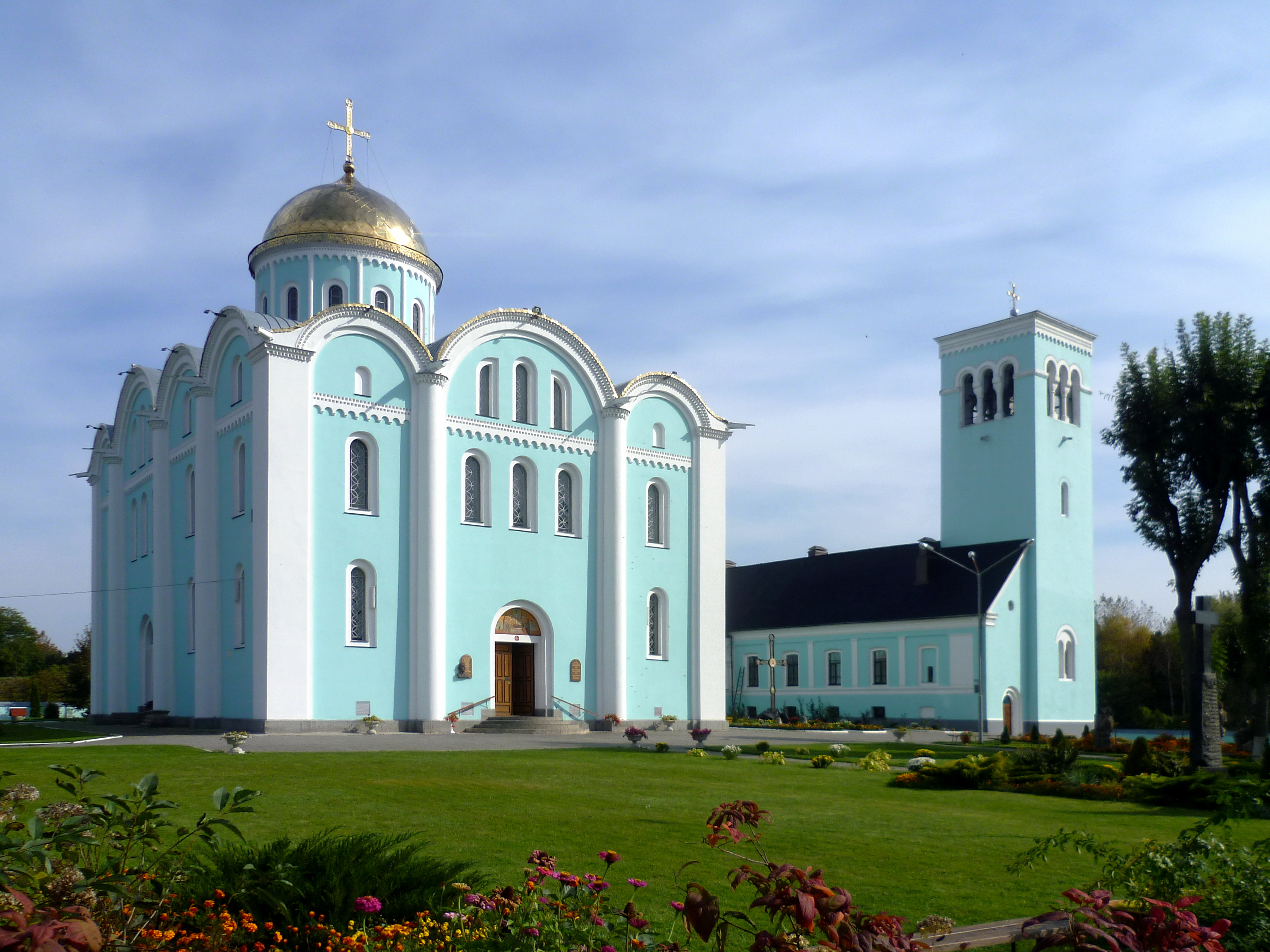
Mariä-Entschlafens-Kathedrale

Die Mariä-Entschlafens-Kathedrale (Ukrainisch: Свято-Успенський кафедральний собор, auch Uspenski-Kathedrale, Mariä-Himmelfahrt-Kathedrale, Mstislaw-Kathedrale) ist die Hauptkirche in Wolodymyr in der Ukraine.
Sie wurde 1160 geweiht und ist die älteste erhaltene Kirche Wolhyniens. Die Mariä-Entschlafens-Kathedrale ist die Hauptkathedrale der Eparchie Wolodymyr-Wolynskyj und Kowel.

## Geschichte
Die Kathedrale wurde von 1156 bis 1160 unter Fürst Mstislaw von Wolhynien errichtet. 1596 ging sie mit der Eparchie zur neuen Ukrainisch-Unierten Kirche. 1683 wurde sie bei einem Stadtbrand schwer beschädigt. Erst 1753 wurde sie im Barockstil wieder aufgebaut. Seit 1772 war sie Lagerraum und verfiel.
Von 1896 bis 1900 wurde sie wieder originalgetreu rekonstruiert. Seit 1996 ist sie Hauptkathedrale der Eparchie Wolodymyr-Wolynskyj und Kowel der Ukrainisch-Orthodoxen Kirche Moskauer Patriarchats.
In der Kathedrale befinden sich Begräbnisstätten von sechs wolhynischen Fürsten, zwei Bischöfen und anderen Personen.

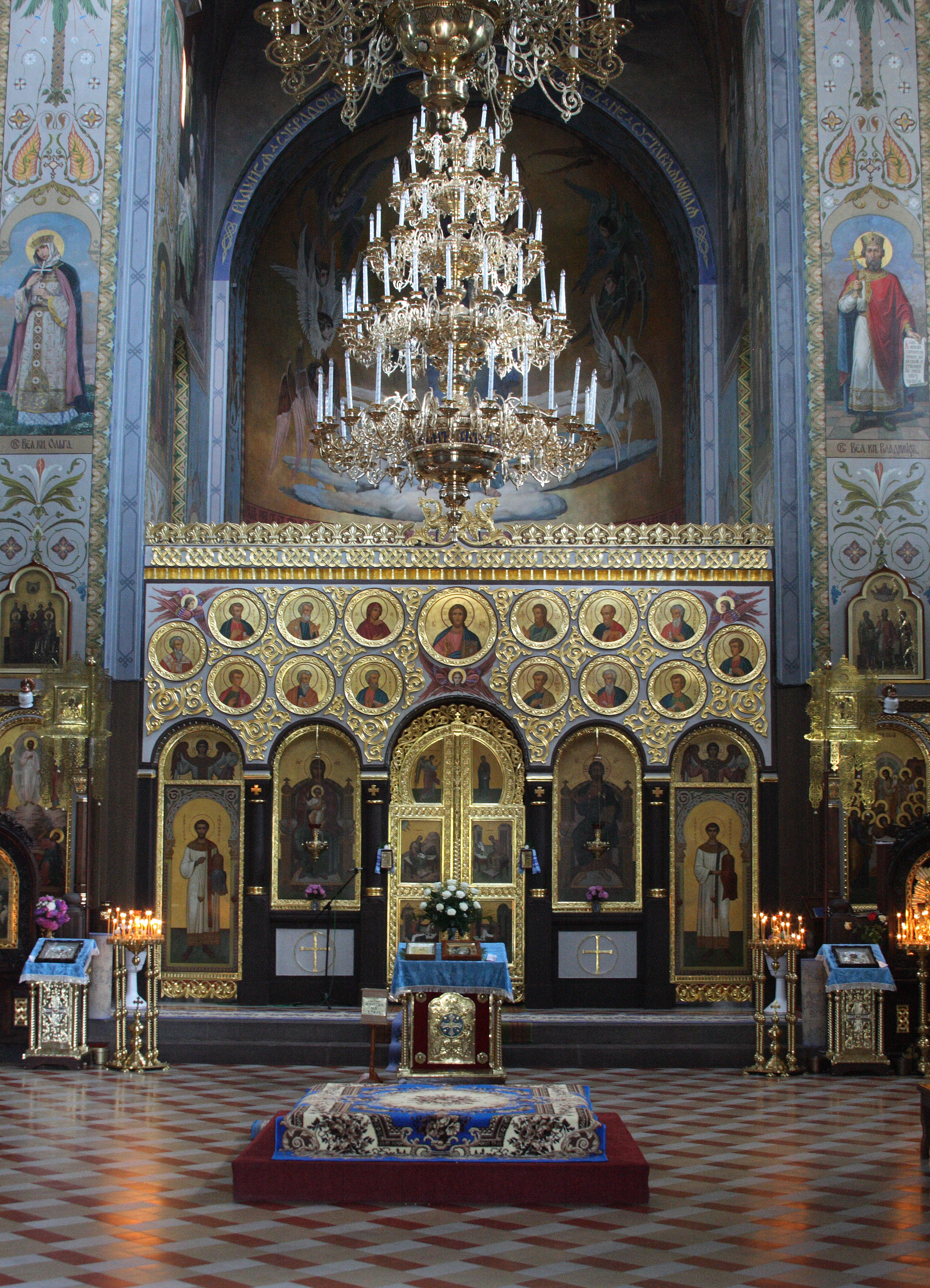
Innenansicht
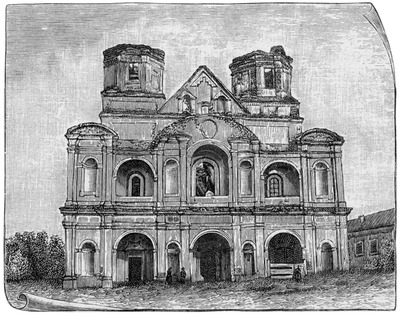
Mariä-Entschlafens-Kathedrale, 19. Jhd.
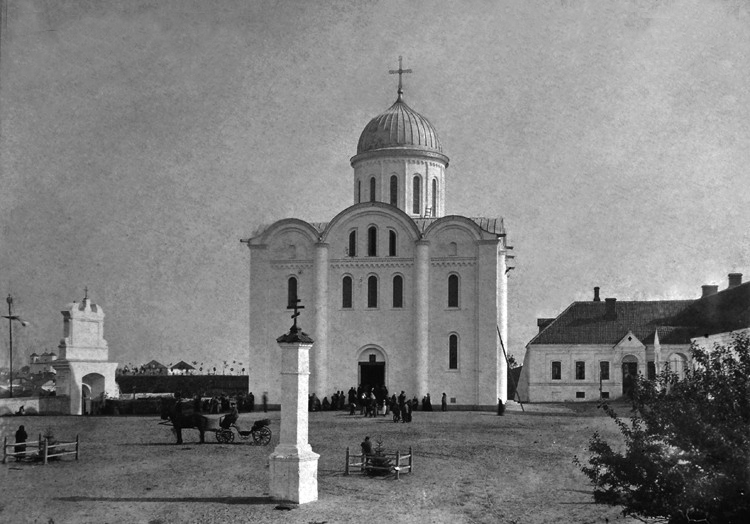
Mariä-Entschlafens-Kathedrale, nach 1900